# 중국계 태국인
중국계 태국인(태국어: ชาวไทยเชื้อสายจีน; 중국어: 華裔泰國人; 민난어: 唐郎)은 태국 화교 그리고 차오저우계 타이인이라고도 불리며 태국의 중국계 후손이다. 태국 화교들은 중화인민공화국에서 가장 큰 소수민족이자 세계에서 가장 큰 화교 집단으로, 약 1,000만 명의 인구를 가지고 있으며, 2012년 기준으로 태국 전체 인구의 11~14%를 차지한다. 또한 가장 오래되고 가장 유명한 통합 해외 화교 공동체이기도 하다. 태국에 거주하는 화교 인구의 절반 이상이 차오산에서 왔다. 이는 다른 중국어뿐만 아니라 태국의 화교 사회에서도 차오저우어가 널리 퍼진 것을 통해 입증된다. 일반적으로 이해되는 용어는 1949년 이전에 태국에 이주한 조상을 의미한다.
태국 화교들은 지난 200년 동안 태국 사회의 모든 요소에 깊이 뿌리박혀 있었다. 현재의 태국 왕족인 짜끄리 왕조는 라마 1세에 의해 세워졌다. 그의 전임자인 톤부리 왕국의 딱신은 차오산 출신의 중국인 아버지의 아들이었다. 태국에서 역사적인 중국인 이민자 공동체의 성공적인 통합으로, 상당한 수의 태국 화교들이 화교들과 태국 원주민들 사이의 결혼의 후예들이다. 이 후손들 중 많은 수가 태국 사회에 동화되어 오로지 태국인이라고 자인하고 있다.
태국 화교들은 잘 확립된 중산층의 민족 집단이며 태국 사회의 모든 계층에서 잘 대표된다. 그들은 태국의 사업 부문에서 주도적인 역할을 하고 있으며 오늘날 태국의 경제를 지배하고 있다. 게다가, 대부분의 태국 전 총리들과 의회 대다수가 적어도 일부 중국계 혈통을 가지고 있는 태국 정치계에서 태국 화교들은 강력한 영향력을 가지고 있다. 중국계 태국인들은 또한 태국의 군대와 왕당파 엘리트들 사이에서 잘 대표된다.

## 인구 통계
태국은 중화권 밖에서는 세계에서 가장 큰 화교 공동체를 가지고 있다. 태국 인구의 11~14%가 화교로 여겨진다. 태국의 언어학자 씨라판 루앙통쿰은 태국 인구의 약 40%가 적어도 일부 중국계 혈통을 가진 사람들의 몫이라고 주장한다.

## 문화
태국인과의 혼인은 많은 사람들이 중국계 혈통을 가진 태국인이라고 주장하는 결과를 낳았다. 중국계 사람들은 태국 해안 지역, 주로 방콕에 집중되어 있다. 태국의 학술, 기업, 정치 엘리트 중 상당수는 중국계이다.

## 저명한 인물

### 중국계 군주
- 딱신[26]
- 라마 1세[27]

### 총리

#### 20세기
마노빠꼰 니띠타다, 파혼 폰파유하세나, 쁠랙 피분송크람, 세니 쁘라못, 쁘리디 파놈용, 타완 탐롱나와사왓, 폿 사라신, 타놈 끼띠카쫀, 사릿 타나랏, 큭릿 쁘라못, 타닌 끄라이위치안, 끄리앙삭 차마난, 찻차이 춘하완, 아난 빤야라춘, 수찐다 끄라쁘라윤, 추안 릭파이, 반한 실파아차, 차왈릿 용짜이윳

#### 21세기
탁신 친나왓, 사막 순타라웻, 아피싯 웨차치와, 잉락 친나왓, 쁘라윳 짠오차

## 같이 보기
- 잉글랜드계 미국인